# Aeropuerto de Bora Bora
El Aeropuerto de Bora Bora  (en francés: Aéroport de Bora Bora) (IATA: BOB, ICAO: NTTB) también conocido como aeropuerto de Motu Mute, es un aeropuerto que sirve la isla de Bora Bora en la Polinesia Francesa. Se encuentra en el islote de Motu Mute.
El aeropuerto fue inaugurado en 1943, durante la Segunda Guerra Mundial. El Servicio comercial llegó a estar disponible en 1958 después de que se reconstruyó la pista. Está construido sobre una isla ( la palabra polinesia usada es "motu" ) situada en una laguna . Un traslado en barco es necesario para llegar a la isla principal de Bora Bora. 
Los pasajeros de Vaitape, el mayor centro de población en Bora Bora, por lo general utilizan este aeropuerto para su transporte aéreo.
Ver fuente y consulta Wikidata.